# Hunyady Kálmán
Kéthelyi gróf Hunyady Kálmán (Bécs, 1828. október 13. – Pozsonyivánka, 1901. május 17.) főrendiházi politikus, főszertartásmester, lovassági tábornok, a Hunyady család tagja.

## Élete
Gróf Hunyady Ferenc és Zichy Júlia grófnő fiaként született az osztrák fővárosban. 1849-ben lovassági kapitányi rangban vett részt az Olaszországgal vívott háborúban. 1856-ban kamarássá nevezték ki, 1859-ben már alezredesként harcolt a magentai és a solferinoi ütközetekben. 1866-ban nyugdíjba vonult, de 1867-ben már ismét a honvédségnél volt, mint ezredes. 1873-ban főszertartásmester, 1875-ben vezérőrnagy, 1876-ban titkos tanácsos, 1880-ban altábornagy, végül, 1894-ben lovassági tábornok lett.

## Családja
Felesége Alexandra Buol-Schauenstein grófnő (1837–1901) volt, két gyermekük született:
- Károly Ferenc Mátyás (1864–1933); neje: Nádasdy Mária grófnő (1873–1925)
- Júlia (1867–1943); férje: Hugo von Boos zu Waldeck gróf (1869–1945)